# Erina dimorphus
Erina dimorphus är en fjärilsart som beskrevs av Johannes Karl Max Röber 1886. Erina dimorphus ingår i släktet Erina och familjen juvelvingar. Inga underarter finns listade i Catalogue of Life.